# Eupachytoma truncata
Eupachytoma truncata es una especie de insecto coleóptero de la familia Chrysomelidae.
Fue descrita científicamente en 1888 por Weise.